# Пролеска осенняя

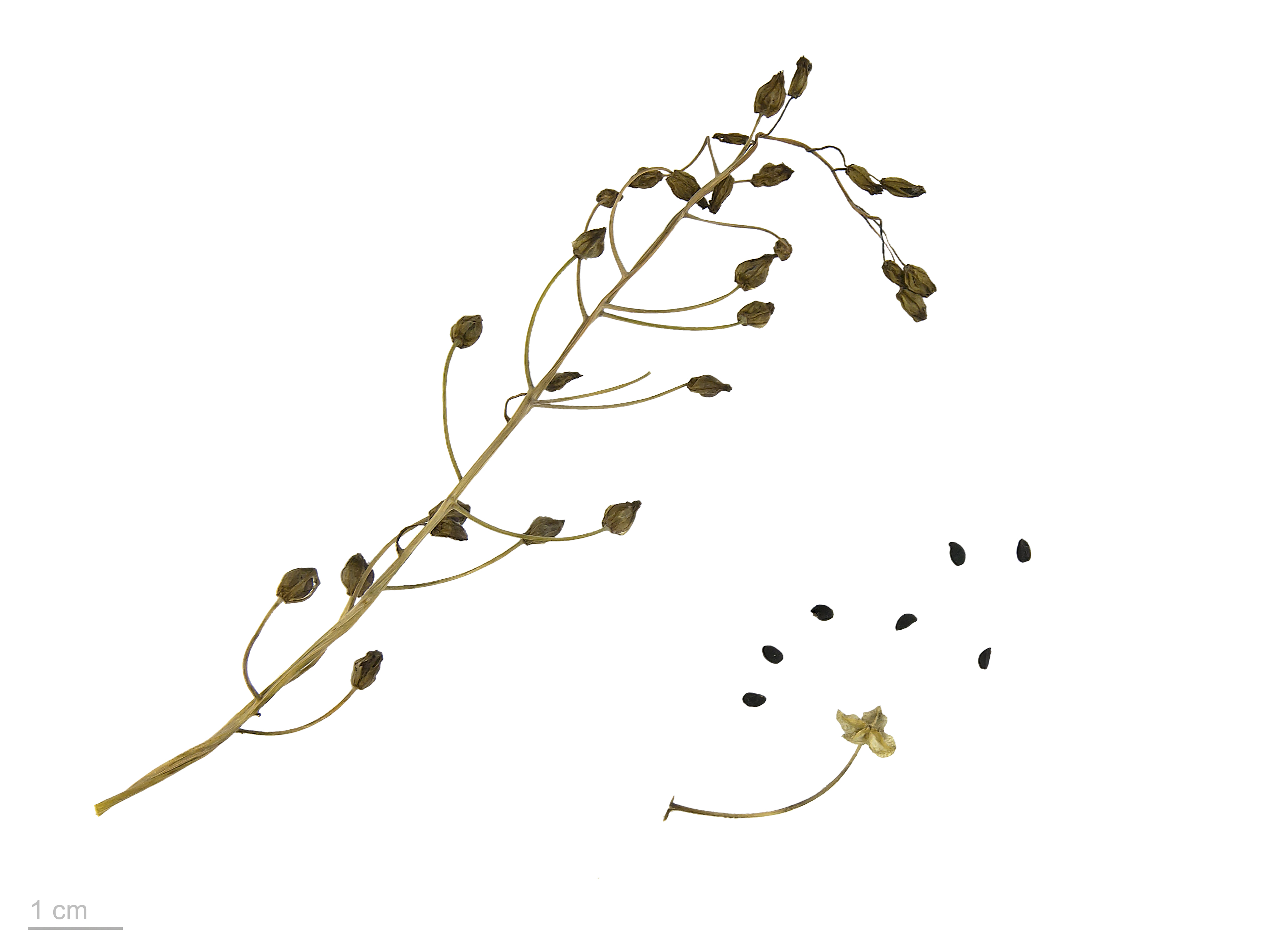
Prospero autumnale - Тулузский музей

Пролеска осенняя (лат. Scilla autumnalis) — многолетнее травянистое растение семейства спаржевых.
По данным The Plant List на 2013 год, название Scilla autumnalis является синонимом действительного названия Prospero autumnale (L.) Speta.

## Ботаническое описание
Стрелка-цветонос высотой от 10 до 15 (редко 40) сантиметров. Луковицы размером (1,5) 2-3 х 1,5-2,5 см, яйцевидные или широкояйцевидные. Листья в количестве от 5 до 12, длиной, как правило, от 6 до 9 (от 2 до 18) см и шириной от 0,1 до 0,2 см. Кистевидное соцветие несёт от 6 до 25 цветков. Прицветники отсутствуют. Лепестки 4-5 х (1,2) 1,5-2 мм, продолговатые узко эллиптические, острые, сине-фиолетовые, фиолетовые или белые. Период цветения с августа по сентябрь.
Вид распространён в Северной Африке (Алжир, Марокко), Западной Азии (Иран, Ирак, Сирия, Турция, Израиль), на Кавказе (Азербайджан, Грузия, Россия — Предкавказье), в Европе (Великобритания, Венгрия, Украина, Албания, Болгария, страны бывшей Югославии, Греция, Италия, Румыния, Франция, Португалия, Испания). Также культивируется. Этот вид можно найти на сухих, каменистых холмах, среди кустов и на травянистых склонах.

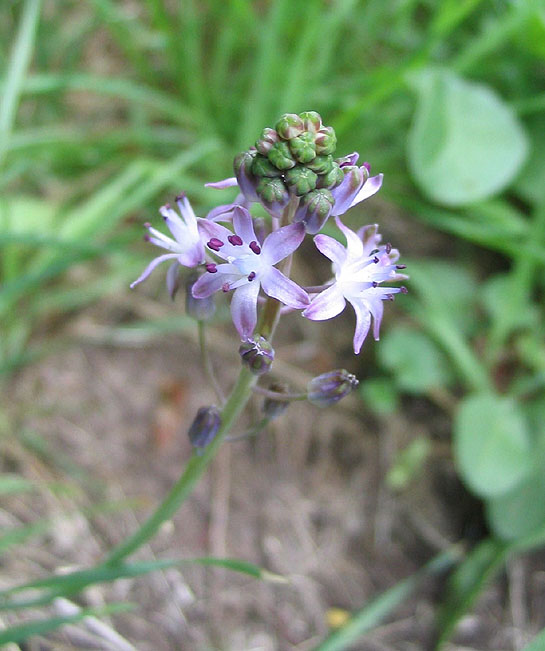
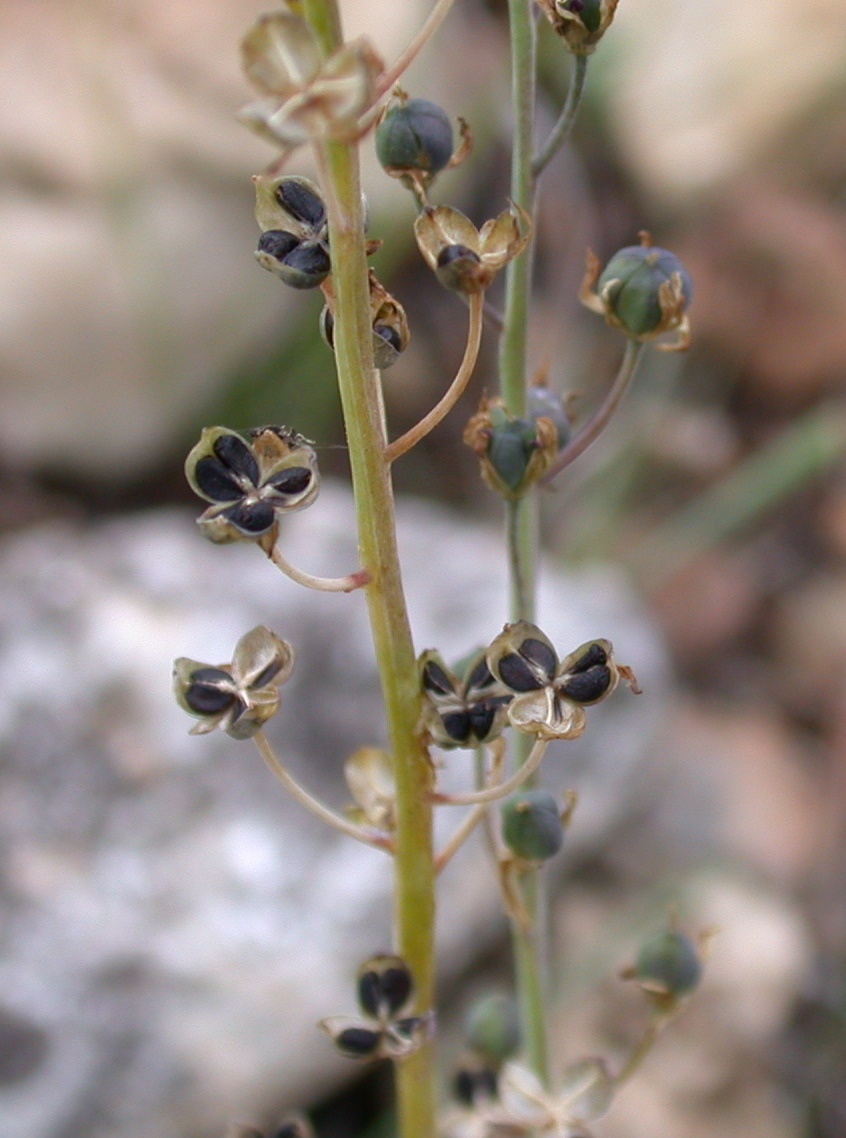
Коробочки с семенами